# Сміленко Алла Трохимівна
Сміленко Алла Трохимівна (нар.15 червня 1923 р.) — український археолог, фахівець в галузі слов'янської археології, доктор історичних наук, провідний науковий співробітник Інституту археології Академії наук України. Лауреат Державної премії України в галузі науки і техніки (1991).

## Біографія
Народилася в Києві.

Закінчила історичний факультет Київського державного університету в 1948 р.
З 1951 р. до 1991 р. працювала провідним науковим співробітником. Досліджувала ранньослов'янську і середньовічну археологію України. Керувала археологічними експедиціями: Надпорізької (розкопки гончарного центру УП ст. у балці Канцерці, городища Башмачки III—IV ст., у 1964–1980), Дністрово-Дунайською (розкопки в с. Шабо IX ст., в с. Нагірне поселення венедів III—IV ст., в с. Багате поселення IX ст. у 1981–1987.

## Найвідоміші праці
Має понад 80 наукових публікацій.
- Глодоські скарби. — К., 1965;
- Городище Башмачка III—IV в. н.э. — Киев, 1992.
- Слов'яни та їх сусіди у степовому Подніпров'ї: 2 — 13 ст. — К.: Наукова думка, 1975 р. — 208 с.;
- Пастирське городище, пам'ятка Надпоріжжя., Речові скарби., Основні риси культури східних слов'ян // Археология УРСР. — К., 1975, Т. 3;
- (рос.)Славянская культура VIII—IX вв. правобережья Днепра(памятники типа Лука-Райковецкая) // Археология УРСР. — К., 1986, Т. 3;
- (рос.)К хронологии гончарной керамики черняховского типа // КСИА, 1970, в. 121;
- (рос.)Черняховское поселение в с. Лески близ г. Черкассы // МИА, 1967, № 139 (У співавт.);
- (рос.)Средневековое поселения в приморской части Днестро-Дунайского междуречья // Днестро-Дунайского междуречья в I-начале II тыс. н.э. — К., 1987.